# 施予仁
施予仁（英語：Bartley Schmitz，1918年—2016年6月6日），美國聖言會神父、天主教耕莘醫療財團法人耕莘醫院首任院長，去世後得第二十六屆醫療奉獻獎。

## 生平
施予仁在1918年生，生於美國蒙大拿州布羅克，出身農家，1937年加入聖言會，1947年到北平與上海傳教，1958年出任田耕莘樞機主教的執行秘書。
1960年間，施予仁和田樞機輾轉來到臺灣。當時，當時的台灣醫療資源匱乏，田樞機發願要在臺北縣新店鎮建造一間天主教醫院。蓋醫院需要龐大資金，施予仁不斷寫信給國內外朋友，甚至向美國親兄弟求援。錢常吃閉門羹。1965年，田樞機抱病退休，施予仁包辦募款、購地、添購器材、建造監工、籌組醫療團隊等工作。
從美國、西德、加拿大、臺灣、菲律賓等善心人士捐贈累積至新臺幣一千二百萬元，加上西德天主教會捐助八百萬元、德國政府海外援助計劃委員會捐贈的三千萬元。為了使員工受專業訓練，施予仁親自寫推薦信，安排員工至其他醫院學習。1968年1月13日，台北教區總主教羅光在記者招待會上耕莘醫院預定在3月7日成立，目的是為了使貧苦病患得到免費治療，也為了紀念逝世的田耕莘樞機主教。醫院成立之初，人力有限，許多貧病人上門求醫付不起醫藥費，醫院醫發不出薪資，持續一連兩、三個月，但首任院長施予仁總是先收病患，並繼續寫信募款。
1969年，施予仁因健康因素卸任院長，暫返美國求醫，並在美國積極募資，讓耕莘醫院逐漸走上軌道。
1975年，施予仁為匈牙利醫生卡普南里辦來臺灣簽證。卡普南里來台後至嘉義縣鹿草鄉鹿草村聖家貧民醫院，負責麻醉科和心臟科。當時該醫院難找醫療人員，由晁金名身兼多職。1976年，加州的一位廖姓人士來信給何凡，附寄2月22日的《舊金山紀事報》專欄剪報，題目是「潑硝酸醫生潛行保釋」，報導卡普南里在1963年在美國以硝酸殺他的不貞妻子葉娜，隨即自首，多年保釋後從洛杉磯飛來臺灣。此事引起陶希聖批判，要行政當局予以查究。
1978年，施予仁返回臺灣，就沒在耕莘醫院復職，改轉往台南永康的影劇三村天主堂（今聖彌格天主堂），1981年起擔任神父，六年後又接任聖言會南區會院院長，平時也會到台南榮民醫院進行牧靈。他為永康眷村兒童開設小型的英文班，親自授課。1987年，他擔任嘉義市吳鳳南路天主堂與竹崎天主堂主任司鐸，六年後退休。對他來說，不能能回到一手創辦的醫院很痛苦，但後續院長交接儀式，都到醫院祝賀。
1993年退休在聖言會嘉義會院靜居，因罹患心臟、腦血管疾病及失智臥床多年，2016年6月6日因感冒併發肺炎病逝於天主教聖馬爾定醫院。去世該年第廿六屆醫療奉獻獎有他。